# Kościół Narodzenia Najświętszej Maryi Panny w Siemysłowie
Kościół Narodzenia Najświętszej Maryi Panny – rzymskokatolicki kościół parafialny w Siemysłowie. Świątynia należy do parafii Narodzenia Najświętszej Maryi Panny w Siemysłowie w dekanacie Namysłów wschód, archidiecezji wrocławskiej. Dnia 5 lutego 1966 roku, pod numerem 1107/66, kościół został wpisany do rejestru zabytków województwa opolskiego.